# Баймаханова, Галина Александровна
Галина Александровна Баймаханова (род. 17 апреля 1952 года, Алма-Ата, Казахская ССР) — казахстанский политический деятель, депутат мажилиса парламента Казахстана V—VI созывов.

## Биография
1975—1991 гг. — ассистент, преподаватель и старший преподаватель кафедры геологической съёмки и поиска месторождений Казахского политехнического института им. В. И. Ленина. В 1984—1986 гг. — заместитель декана геологоразведочного факультета.
1991—1992 гг. — главный геолог партии производственно-технической информации экспедиции геолого-экономических исследований Министерства геологии Казахской ССР.
1992 г. — директор ГПП «Казминерал» Министерства геологии Казахской ССР.
1992—1994 г. — доцент кафедры геологической съёмки и поиска месторождений Казахского политехнического института им. В. И. Ленина.
1994—2011 гг. — доцент кафедры геологической съёмки и поиска месторождений и РМПН Казахского политехнического института им. К. И. Сатпаева.
1994—1997 гг. — директор МЧП «Ареал».
1997—2012 гг. — директор ТОО «Ареал».
2012—2021 гг. — депутат мажилиса парламента Казахстана V—VI созывов от Коммунистической народной партии Казахстана (с 2020 года — Народной партии Казахстана).

## Награды
- Орден «Курмет»
- Почётный разведчик недр Республики Казахстан
- Медаль «За трудовое отличие»
- Медаль «20 лет Конституции Республики Казахстан» (2015)
- Медаль «20 лет Ассамблеи народа Казахстана»